# Calophasia danieli
Calophasia danieli là một loài bướm đêm trong họ Noctuidae.